# Edwin Whitefield
Pour les articles homonymes, voir Whitefield.
Edwin Whitefield, né à East Lulworth (Dorset, Royaume-Uni) le 22 septembre 1816 et mort à Dedham (Massachusetts) le 26 décembre 1892, est un artiste connu pour ses lithographies représentant des paysages d'Amérique du Nord. 

## Biographie
Il émigre aux États-Unis en 1838.

## Musées et collections publiques
- Art Gallery of Hamilton
- Art Gallery of Nova Scotia
- Bibliothèque et Archives Canada
- Bibliothèque publique de Boston
- Carleton University Art Gallery
- Connecticut Historical Society

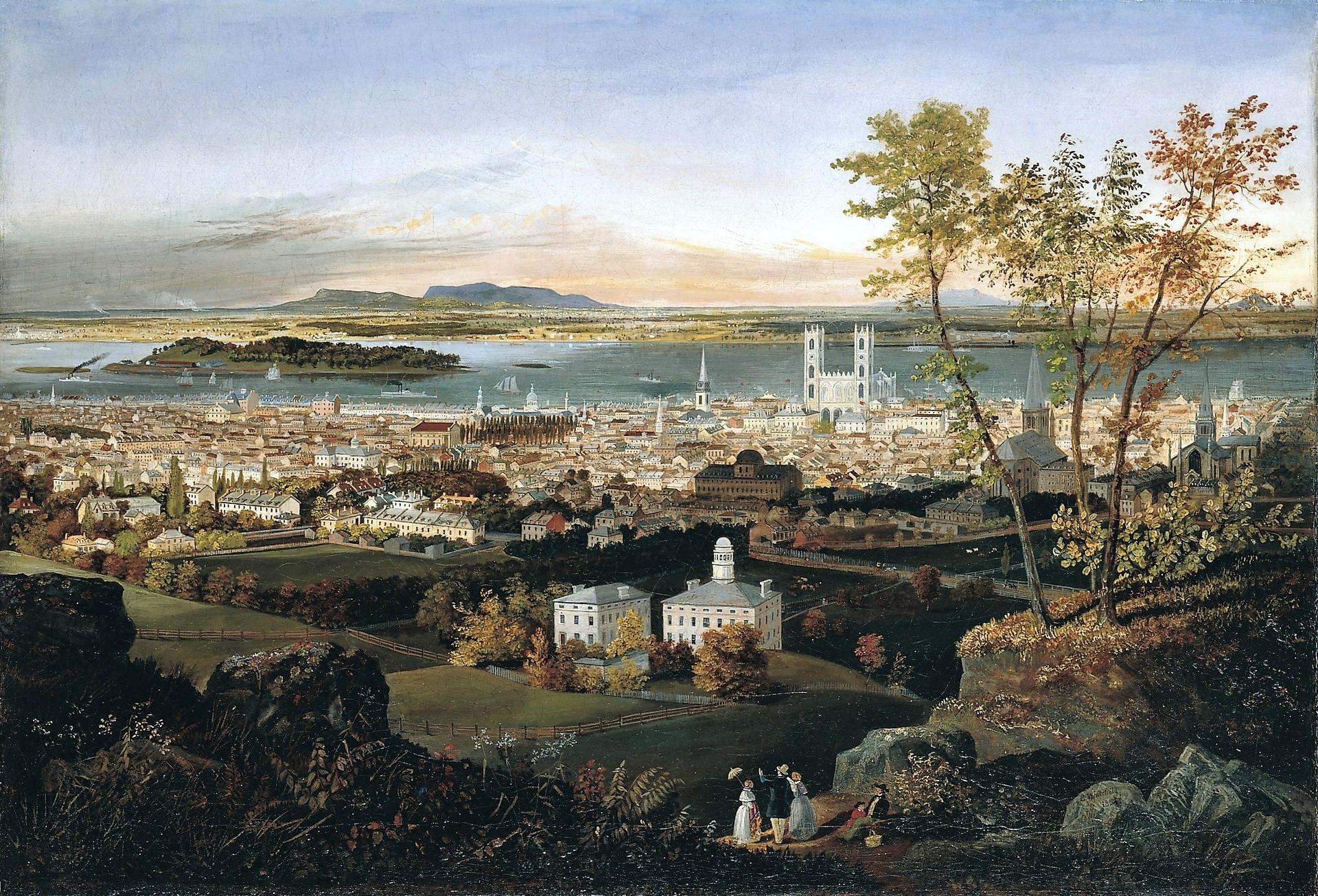
Montréal vu du mont Royal

- Cooper-Hewitt, Smithsonian Design Museum
- Minnesota Historical Society
- Musée de la civilisation
- Musée des beaux-arts de Boston
- Musée du Château Ramezay
- Musée McCord
- Musée national des beaux-arts du Québec[2]
- Peabody Essex Museum
- RiverBrink Art Museum t,
- Royal Ontario Museum